# Paul Felgenhauer
Paul Felgenhauer (ur. 16 listopada 1593 w Puschwitz, zm. ok. 1677 w Bremie) – niemiecki teozof, chiliasta. Był synem luterańskiego pastora.
Studiował na uniwersytecie w Wittenberdze, gdzie był też diakonem, ale z powodu swoich poglądów musiał opuścić miasto.
Na podstawie astrologicznych wyliczeń ogłosił w swoim dziele Chronologie (1620), że Chrystus urodził się w 4235 od stworzenia świata, więc skoro cały świat ma istnieć według Biblii 6000 lat, to za 145 lat nastąpi jego koniec. W piśmie Zeitspiegel (1620) zwalczał Kościół luterański jako cielesny i tylko ludzki.
Osiadł w Amsterdamie, gdzie ogłosił swe nauki, polemizując z teologami zwalczającymi jego poglądy. Założył wspólnotę, w której odprawiał obrzędy Wieczerzy Pańskiej i chrztu. Uwięziony przez władze rządowe, a po uwolnieniu osiadł w Hamburgu.

## Twórczość
- Aurora sapientiae (1628),
- Das Geheimnis vom Tempel des Herrn. (1631),
- Spiegel der Weisheit und Warheit. (1632),
- Harmonia fidei et religionis, Harmony des Glaubens. (1654),
- Prognosticon astrologico-propheticum (1656),
- Novum lumen fidei et religinis... (1659)